# 彰化縣社頭鄉湳雅國民小學
彰化縣社頭鄉湳雅國民小學是位於臺灣彰化縣社頭鄉的學校。面積14308平方公尺，學區包含彰化縣社頭鄉龍井村、湳雅村、協和村、平和村（6~11鄰），創校於1952年。發展特色為品德教育、閱讀教育、健康促進、環保戰鼓。有劉金鎗等著名校友。

## 沿革
日治時期，湳雅地區為一街庄，稱為「湳雅莊」，隸屬於武東堡。1948年以前，此地學生需到較遠的朝興國民學校就學，在地方人士爭取下，於1948年9月利用湳雅集會所，用木板隔成二間教室，開辦朝興國民學校湳雅分班，並於1948年9月24日舉行開學典禮。1950年9月1日改稱為朝興國校湳雅分校。到了1952年8月15日正式獨立為「彰化縣社頭鄉湳雅國民學校」，首任校長為蕭金章先生。
湳雅國小設校初期，校地是一片茭白筍園，當時蕭錫齡鄉長、以蕭金章校長、鄭景盛會長，發動軍民大合作之義務勞動，軍方用卡車、民方用畚箕，填埋軟弱土壤為堅固校地，完成200公尺標準跑道大操場以及建教室用地。
1968年8月，因實施九年國民教育，校名改稱為「湳雅國民小學」，沿用至今。

## 歷任校長
以下資料引自湳雅國小網頁。
- 第一任：蕭金章 1952年9月-1961年9月
- 第二任：陳崑玉 1961年9月-1966年9月
- 第三任：楊子清 1966年9月-1969年12月
- 第四任：吳淵燦 1970年9月-1976年10月
- 第五任：楊恭 1976年10月-1986年9月
- 第六任：盧萬銘 1986年9月-1992年1月
- 第七任：徐福成 1992年2月-1995年8月
- 第八任：凃清溪 1995年8月-2003年1月
- 第九任：陳四謀 2003年1月-2007年1月
- 第十任：劉素珠 2007年2月-2013年1月
- 第十一任：蘇月妙 2013年1月-2019年1月
- 第十二任：賴益進 2019年2月-

## 特色
湳雅國小發展特色為品德教育、閱讀教育、健康促進、環保戰鼓。推廣閱讀教育榮獲2017年教育部閱讀磐石獎、2016 年度團體閱讀推手獎、2018年個人閱讀推手獎。品德教育方面獲選2013年教育部品德特色學校、2015年、2016年教育部品德特色學校、佛光山第六屆三好校園實踐學校。在健康促進方面於2016年榮獲衛生福利部健康促進學校國際認證銀質獎。學校師生將廢棄大鐵桶切開、黏上鞋墊皮當鼓面自製大鼓，成立環保戰鼓隊，利用受邀表演時，宣導環保、資源再利用、愛地球的觀念。

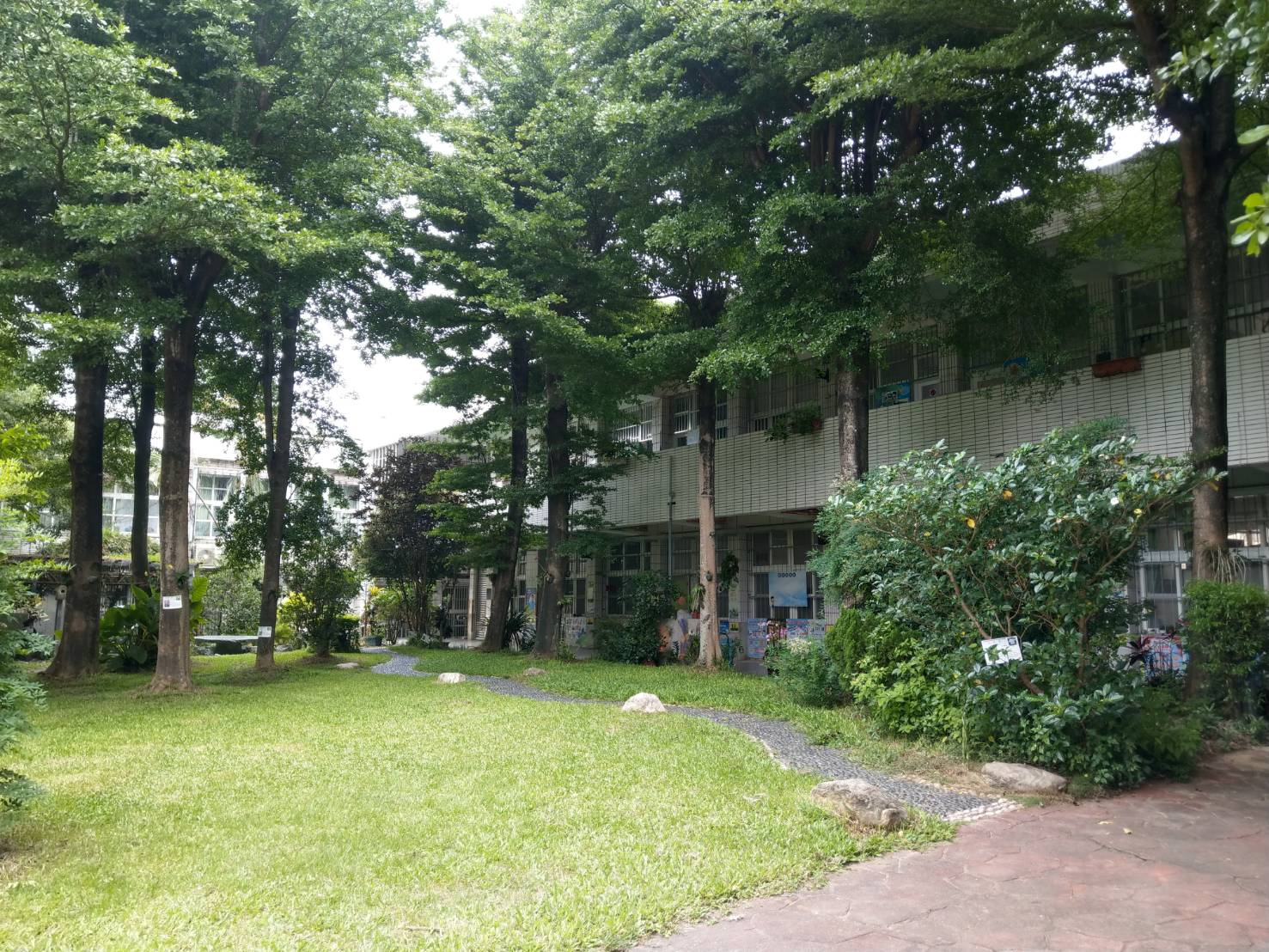
湳雅國小中庭

## 外部連結
- 彰化縣政府教育處學校之美 （页面存档备份，存于）
- 彰化縣湳雅國小全球資訊網 （页面存档备份，存于）
- 彰化縣湳雅國小Facebook粉絲專頁 （页面存档备份，存于）
- 彰化縣湳雅國小校史室 （页面存档备份，存于）